# Georg Engelhard
Georg Engelhard (* 23. August 1889 in Obererlbach im Landkreis Weißenburg-Gunzenhausen; † im 20. Jahrhundert) war ein deutscher Verwaltungsjurist und Landrat.

## Leben
Nach dem Abitur am Descartes-Gymnasium in Neuburg an der Donau absolvierte Georg Engelhard von 1908 bis 1912 ein Studium der Rechtswissenschaften an der Ludwig-Maximilians-Universität München, legte die erste juristische Staatsprüfung ab und leistete den dreijährigen juristischen Vorbereitungsdienst (Referendariat), der durch den Kriegsdienst unterbrochen wurde. Nach dem Großen juristischen Staatsexamen im Jahre 1920 wurde er Akzessist bei der Regierung von Oberbayern, bis er als Assessor beim Bezirksamt Schongau eine Anstellung fand. Im Oktober 1928 wurden ihm Titel und Rang eines Regierungsrats verliehen. Engelhard wechselte zur Regierung der Oberpfalz, wurde nach einjähriger Tätigkeit Vertreter des Bezirksamtsvorstands in Oberviechtach, wo er zum 1. Juni 1935 definitiv diese Funktion übernahm. Engelhard war zum 1. Mai 1935 in die NSDAP (Mitgliedsnummer 3.639.604) eingetreten. 1938 wurde er Fördermitglied des Nationalsozialistischen Kraftfahrkorps. Als Bezirksamtsvorstand (ab 1939 Landrat) oblag ihm die Leitung der Verwaltung des Bezirksamtes Oberviechtach (ab 1939 Landkreis Oberviechtach). Zum 31. Juli 1942 erhielt er die Abordnung an die Regierung Koblenz, die bereits am 7. September 1942 aus gesundheitlichen Gründen aufgehoben wurde. Im Mai 1945 wurde Engelhard als Landrat entlassen und bis zum 15. Mai 1946 interniert. Im Entnazifizierungsverfahren wurde er am 4. Oktober 1946 durch die Spruchkammer Oberviechtach als Mitläufer eingestuft. So konnte er im April 1947 zunächst als Angestellter bei der Regierung von Schwaben  eingestellt werden. Im Jahre darauf wurde Engelhard förmlich wieder eingestellt, bei gleichzeitiger Versetzung in den Ruhestand.